# Артёмов, Михаил Евгеньевич
Михаил Евгеньевич Артёмов (род. 30 января 1976) — российский хоккеист, защитник.
Карьеру провёл в петербургских клубах низших лиг «Ижорец» (1991/92 — 1994/95, 1999/2000), «СКА-2» (1994/95 — 1996/97), «Спартак» (1997/98 — 1998/89).
5 октября 1996 года сыграл единственный матч за СКА в чемпионате РХЛ в домашнем поединке против ЦСКА (5:0).